# Tatort: Die Liebe und ihr Preis
Die Liebe und ihr Preis ist ein Fernsehfilm aus der Fernseh-Kriminalreihe Tatort der ARD und des ORF. Es ist der 7. gemeinsame Fall des Berliner Ermittlerduos Ritter und Stark. Der SFB-Fernsehfilm unter der Regie von Andreas Pflüger wurde am 9. Februar 2003  in Das Erste erstmals gesendet.

## Handlung
Die erfolgreiche Schauspielerin Ariane Claasen hat seit Jahren einen heimlichen Verehrer, der sich eines Nachts unbemerkt in ihre Villa schleicht. Er ist glücklich, in ihrer Nähe zu sein, und liest sogar in ihrem Tagebuch. Er verschwindet wieder, als er aus dem Nebenzimmer Geräusche hört, die der untreue Ehemann Roman Claasen mit seiner neuen Geliebten, der jungen hübschen Schauspielerin Pia Marschall, gerade erzeugt. Die Geräusche erwecken aber auch die Aufmerksamkeit von Arianes Schwester Franziska, die ebenfalls mit in der Villa wohnt. Sie macht den beiden eine lautstarke Szene, was nun auch Ariane aufweckt. Diese muss erkennen, dass ihr Mann sie offensichtlich betrügt. Der daraus resultierende Ehekonflikt bleibt dem Fanpublikum von Ariane Claasen nicht verborgen, und seitdem steht Roman Claasen unter Dauerbeschuss der Presse und der Fans, was massive Morddrohungen gegen ihn nach sich zieht. Da beide ihr Erscheinen zur bevorstehenden Verleihung eines Fernsehpreises in Berlin zugesagt haben, bedeutet dies eine erhöhte Achtsamkeit seitens der Polizei. Die Kommissare Till Ritter und Felix Stark werden von ihrem Chef beauftragt, für die Sicherheit von Roman Claasen zu sorgen. Nach dem Empfang, den Ariane Claasen in ihrer Villa mit großem Presserummel gibt, gelingt es einem Unbekannten, Roman nach dem Bad im Pool aus nächster Nähe zu erschießen.
Der erste Verdacht fällt auf die Ehefrau, da sie nach der bevorstehenden Scheidung möglicherweise eine Millionenabfindung hätte zahlen müssen. Aber ihre Schwester Franziska offeriert der Polizei ominöse Fanbriefe eines „Ricky“, der seit acht Jahren Ariane zu beobachten scheint. Anfangs hätte es mit Telefonterror begonnen, später kamen die Briefe dazu. Vor vierzehn Tagen hätte jemand in ihre Villa eingebrochen und tags darauf kam ein Brief des Stalkers mit einer eindeutigen Morddrohung gegen Roman Claasen.
Kommissar Lutz Weber recherchiert derweil, dass am Abend des Einbruchs längere Zeit eine Stretch-Limousine vor der Villa der Claasens gestanden hatte. Bei der Überprüfung der Verleihfirma stößt Ritter auf die charmante Inhaberin Ines Krüger. Mit ihr vereinbart er eine Scheinanstellung als Chauffeur, um undercover den Fahrer der Limousine zu ermitteln, da in den Büchern die Eintragungen am Mordtag von Roman Claasen fehlen. Einer von Ritters neuen Kollegen ist „Ricky“, was jener allerdings nicht wissen kann.
Stark findet einen Hinweis auf den Stalker. Er vermutet, dass dieser sich mit der Figur des „Ricky“ aus einem acht Jahre alten Kinofilm „Die Liebe und ihr Preis“ identifiziert. In diesem Film hatte der wesentlich jüngere Filmpartner mit Ariane Claasen eine Beziehung. Ritter und Stark suchen daraufhin Ariane Claasen auf, um ihr ihre Entdeckung mitzuteilen. Als sie ankommen, hat Ariane Claasen gerade von „Ricky“ Besuch erhalten. Dem war es gelungen, nach dem Ausschalten eines Hotelangestellten mit einem Elektroschocker bis zu seiner Angebeteten vorzudringen. Die Schauspielerin schildert ihn als einen Psychopathen, der ihr erklärt hat, dass er sie liebe und alles für sie tun würde. Bei dieser Besessenheit halten die Kommissare es durchaus für möglich, dass er Ariane Claasen von ihrem untreuen Ehemann befreien wollte und ihn deshalb erschossen hat.
Um dem Stalker eine Falle zu stellen, nutzen Ritter und Stark eine Meldung der Presse, wonach Ariane Claasen einen neuen Geliebten hätte. Diese Rolle übernimmt ungewollt Felix Stark und kann so ständig in ihrer Nähe sein, um sie gleichzeitig zu beschützen. Till Ritter fungiert zusätzlich als Chauffeur. Zu einer Bewährungsprobe wird am Abend die Talkshow „Fliege live“, bei der Stark im Zuschauerraum sitzt und Ariane Claasen versucht, eine geheime Botschaft an „Ricky“ zu schicken. Dieser reagiert prompt und offeriert seinem Idol als Geschenk Fotos von ihrer Konkurrentin Pia Marschall, nachdem er ihr das Gesicht zerschnitten hat. Ritter gelingt es, „Rickys“ Versteck ausfindig zu machen, trifft ihn aber dort nicht an. Der gesamte Raum ist voller Requisiten aus dem Film „Die Liebe und ihr Preis“ und es finden sich zahlreiche Videos, die der Gesuchte heimlich von seiner Angebeteten gemacht hatte. Diese Videos belegen allerdings auch, dass Ariane Claasens Schwester ein Verhältnis mit Roman Claasen hatte. Ritter konfrontiert Franziska Reinke mit diesen neuen Erkenntnissen, und so gibt sie zu, aus Eifersucht Roman Claasen erschossen zu haben. Seinetwegen hätte sie sogar einen Selbstmordversuch unternommen und konnte es nicht ertragen, dass er sie inzwischen gegen eine jüngere Geliebte ausgetauscht hatte.
Ihrer Schwester hatte sie den Mord bereits gestanden, den sie nun „Ricky“ in die Schuhe schieben wollten. Dieser hat mittlerweile Ariane Claasen in seine Gewalt gebracht und die Ermittler vermuten, dass er dem Film entsprechend, auch wie in der Schlussszene, mit seiner Heldin zusammen sterben will. Tatsächlich versucht er sich zusammen mit Ariane Claasen durch Autoabgase zu vergiften, was Ritter und Stark allerdings verhindern können.

## Hintergrund
Die Liebe und ihr Preis wurde von ProVobis Film im Auftrag des Sender Freies Berlin (SFB) produziert, der 2003 mit dem ORB zum Rundfunk Berlin-Brandenburg (RBB) fusionierte und seitdem einen Doppelsitz in Potsdam-Babelsberg und Berlin-Charlottenburg hat. Die Dreharbeiten erfolgten in Berlin.

## Rezeption

### Einschaltquoten
8,10 Millionen Zuschauer sahen die Folge Die Liebe und ihr Preis in Deutschland bei ihrer Erstausstrahlung am 9. Februar 2003, was einem Marktanteil von 21,4 Prozent entsprach.

### Kritik
Die Kritiker der Fernsehzeitschrift TV Spielfilm finden, „Die Handlung wirkt unglaubwürdig, und Spannung will auch nicht so wirklich aufkommen. Fazit: Mauer Nervenkitzel in gelackten Bildern.“